# 고엔시모역
고엔시모역(일본어: 公園下駅)은 일본 가나가와현 아시가라시모군 하코네정에 위치한 하코네 등산 철도의 역이다. 역 번호는 OH 58이다.

## 역 구조
상대식 승강장 2면 1선의 지상역이다. 승강장이 선로 양쪽에 있고 대합실이 각각 설치되어 있다. 정차한 케이블 카는 양쪽 문을 연다.
급경사지에 있는 승강장의 경사도 크다.
무인역이자 자동 매표기가 없는 승차역 증명서 발권기가 설치되어 있다.
역 구내에 두 플랫폼을 오가는 통로는 없지만 인근 선로 밑을 통과하는 도로에서 선로의 반대편으로 건너갈 수 있다.
하코네 등산 철도의 표시 간판이나 팜플렛에서는 각 역의 표고가 제시되어 있고 예전에 587m로 표기되었으나 2013년 재고 조사에서 574m로 정정되었다.

## 역 주변
고라 온천 속에 있다.
- 고라 공원
- 하코네 사진 미술관

## 역사
- 1921년 12월 1일: 영업 개시.
- 1944년 2월 11일: 불요불급선으로 영업 정지.
- 1950년 7월 1일: 영업 재개.

## 사진

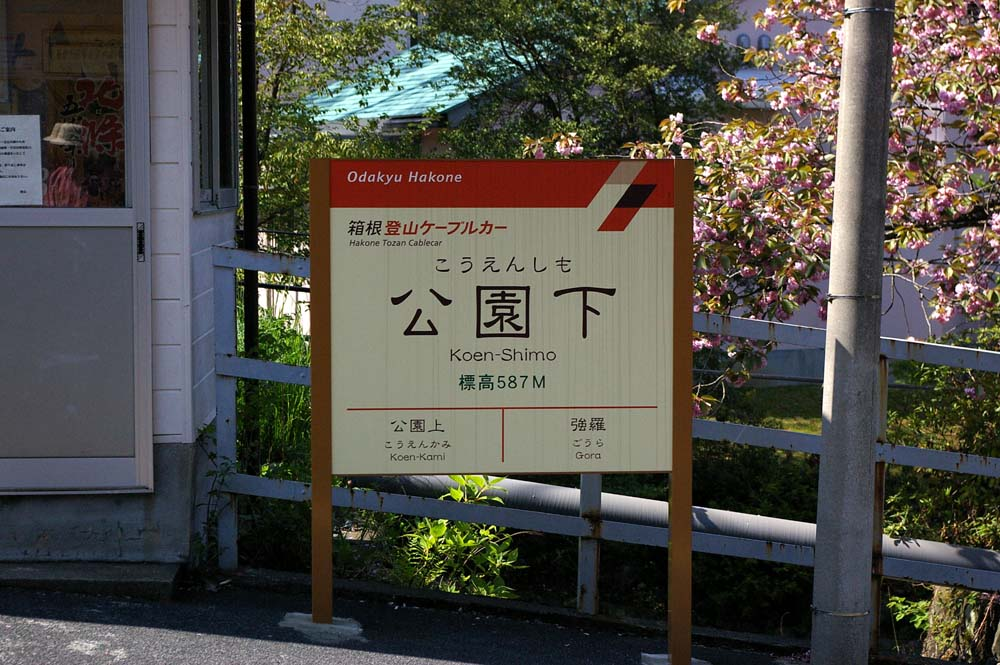
역명판

## 인접역
| 하코네 등산 철도 강삭선 | 하코네 등산 철도 강삭선 | 하코네 등산 철도 강삭선    |
| ----------------------- | ----------------------- | -------------------------- |
| OH 57 고라 고라 방면    |                         | 고엔카미 OH 59 소운잔 방면 |